# Jean-Paul Riopelle
Jean-Paul Riopelle (* 7. Oktober 1923 in Montreal; † 12. März 2002 in L’Isle-aux-Grues) war ein kanadischer Maler und Bildhauer aus der Bevölkerungsgruppe der frankophonen Kanadier. Er war ein international anerkannter Vertreter des Action Painting.

## Leben
Riopelle wurde 1923 in Montreal geboren. 1940 begann er ein Studium der Mathematik. Dieses brach er ab und studierte an der Kunstakademie in Montreal. Einer seiner Lehrer dort war Paul-Émile Borduas. 1947 verließ er seine Heimat und zog nach Paris, wo er führende Künstler des Action Painting, Surrealismus, Automatismus, Tachismus und Informel kennenlernte, die seine künstlerische Entwicklung beeinflussten.
Ab 1945 gehörte Riopelle zur Künstlergruppe „Les Automatistes“, die sein Lehrer Borduas ins Leben gerufen hatte. 1956 lernte er die Malerin Joan Mitchell kennen, die seine Lebensgefährtin wurde. Die Beziehung hielt bis 1979.
Sein früheres farbenfrohes Werk, in welchem seine geometrische Komposition durch den Einsatz von Spateln und Spachteln unterstrichen wird, gehört zur lyrischen Abstraktion.
Jean-Paul Riopelle war Teilnehmer der documenta II (1959) und der documenta III im Jahr 1964 in Kassel.
In der französischen Künstlerzeitung DERRIERE LE MIROIR ist u. a. die Ausgabe 185 aus 1970 zusammen mit dem Künstler herausgebracht worden.
Für den 1978 Mouton Rothschild entwarf Riopelle das Etikett. Er bereitete hierfür zwei Entwürfe vor; da es nicht möglich war, zwischen beiden zu entscheiden, wurde jeder für die Hälfte des Jahrgangs verwendet.
Schüler und Assistent von Riopelle war Michel Vermeulen, der 1990 bis 1994 in seiner Werkstatt unter anderem an dem Monumentalwerk Hommage à Rosa Luxembourg mitarbeitete.
Jean-Paul Riopelle starb im Jahr 2002 in L’Isle-aux-Grues bei Québec.

## Ausstellungen
- 1958: Jean-Paul Riopelle, Kestner-Gesellschaft, Hannover.

## Auszeichnungen
- 1962: UNESCO-Preis
- Order of Canada (CC)
- Ordre national du Québec (GOQ)